# San Zulian

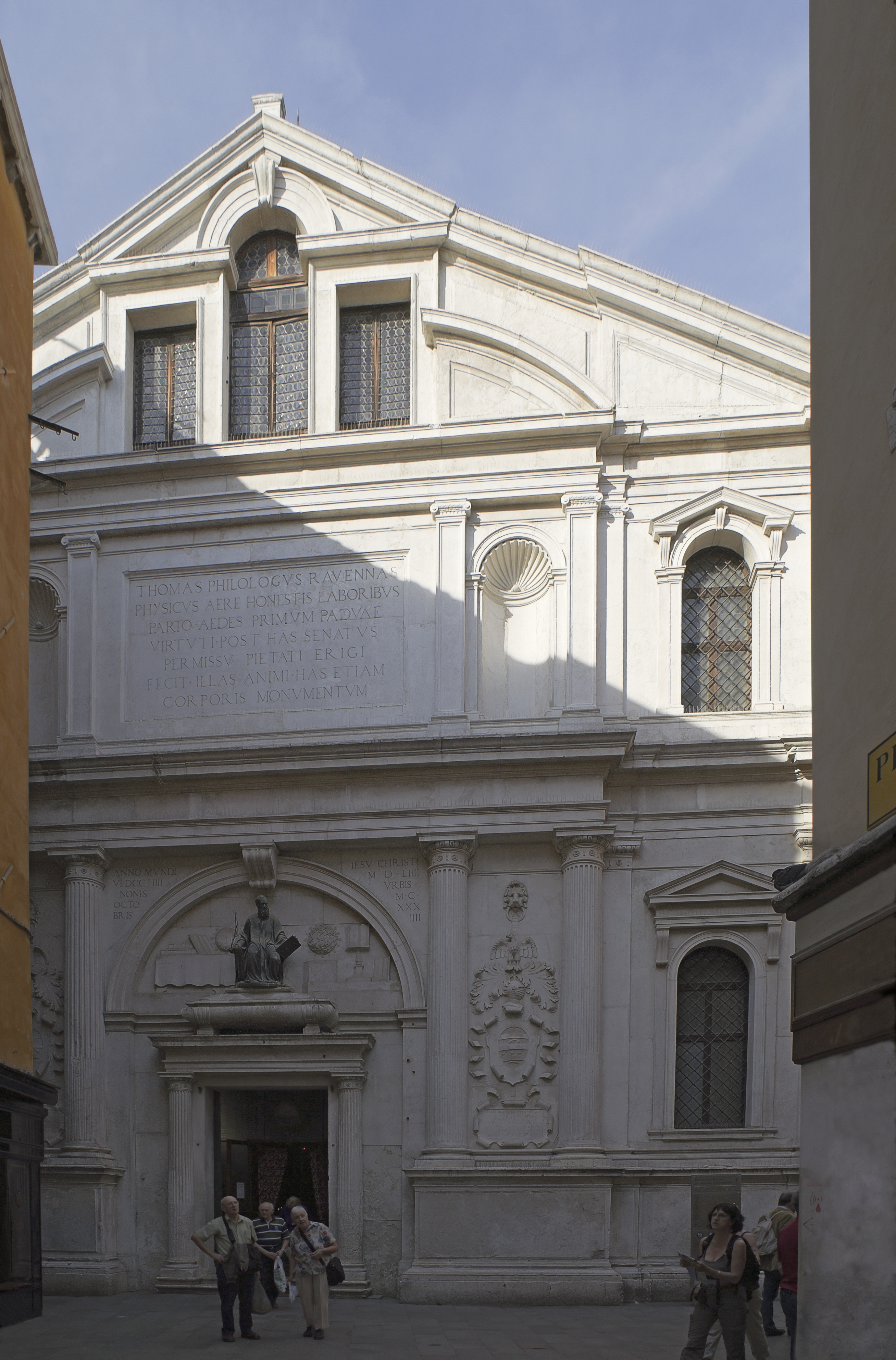
San Zulian

San Zulian (venezianisch) oder San Giuliano (standarditalienisch) ist eine Renaissance-Kirche in Venedig. Erbaut wurde sie von Jacopo Sansovino. San Zulian liegt am gleichnamigen Campo im Sestiere San Marco in der Nähe des Markusplatzes. Die Gemeinde gehört zur Pfarrei San Salvatore.

## Baugeschichte
Eine erste Kirche wurde an dieser Stelle im 9. Jahrhundert errichtet, im Laufe der Zeit mehrmals umgestaltet und nach der großen Feuersbrunst von 1105, der auch die alte Markuskirche und der Dogenpalast zum Opfer fielen, vollständig neu erbaut. Ab 1553, nach der Stiftung einer neuen Fassade durch Tommaso Rangone, wurde die gesamte Kirche, die sich bei Baubeginn der Fassade als baufällig erwiesen hatte, nach den Plänen Sansovinos vollständig neu gestaltet. 
Sansovino, der von Alessandro Vittoria unterstützt wurde und den Bau nach Sansovinos Tod vollendet hat, entwarf einen einfachen Saalbau mit angrenzendem Presbyterium. 

## Architektur
Die Fassade ist in zwei Geschosse und drei Abschnitte gegliedert und wird mit einem Dreiecksgiebel abgeschlossen. Der Risalit im Untergeschoss bildet zugleich einen Triumphbogen für das Denkmal des Stifters über dem Portal. 
Der Innenraum bildet einen würfelförmigen Saal mit Chorkapelle und drei Kapellen an einer Seite.
Der Raum bleibt, bis auf das Presbyterium ungegliedert. Beleuchtet wird er durch das große Thermenfenster des Presbyteriums.

## Ausstattung

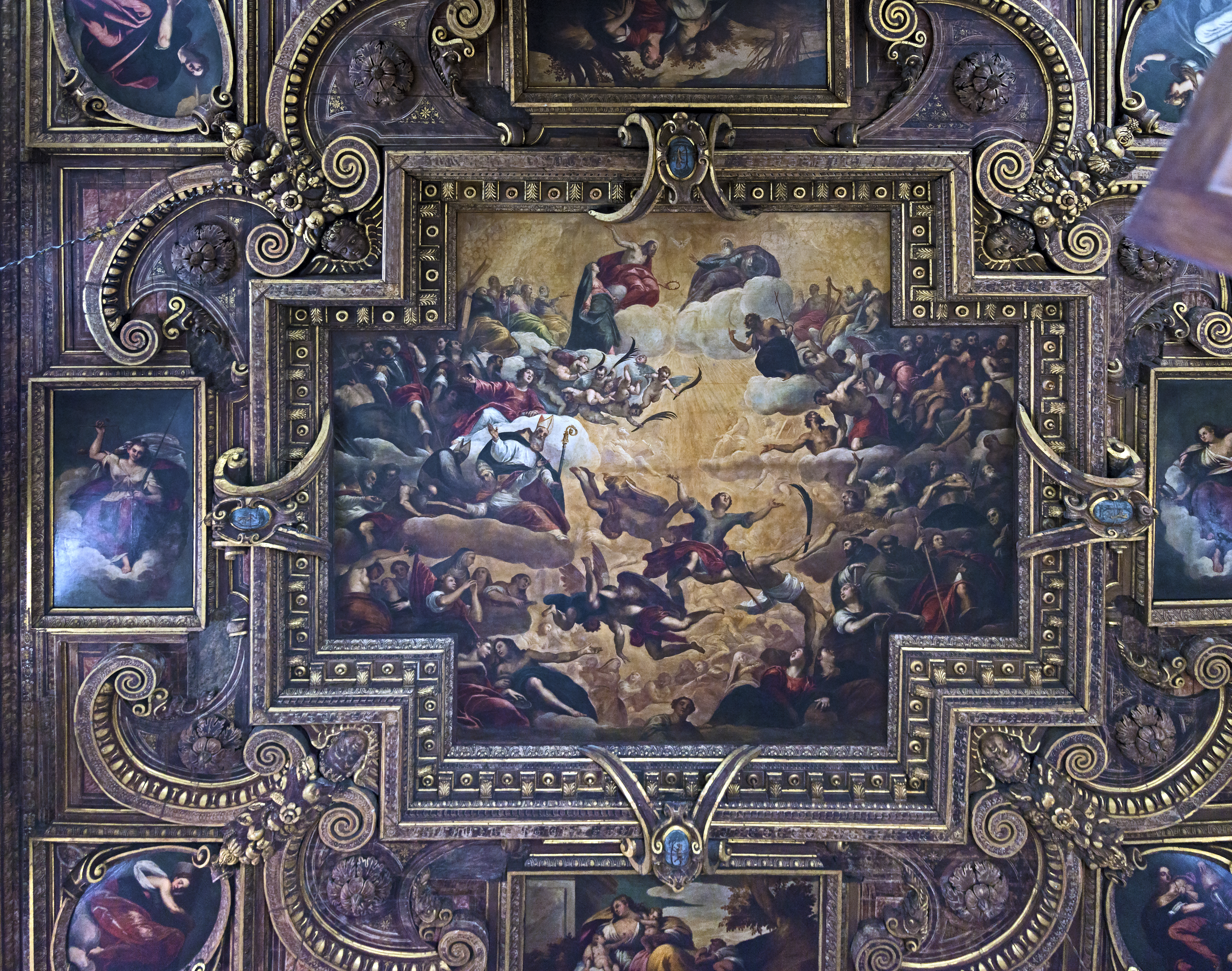
Decke von Palma Giovane

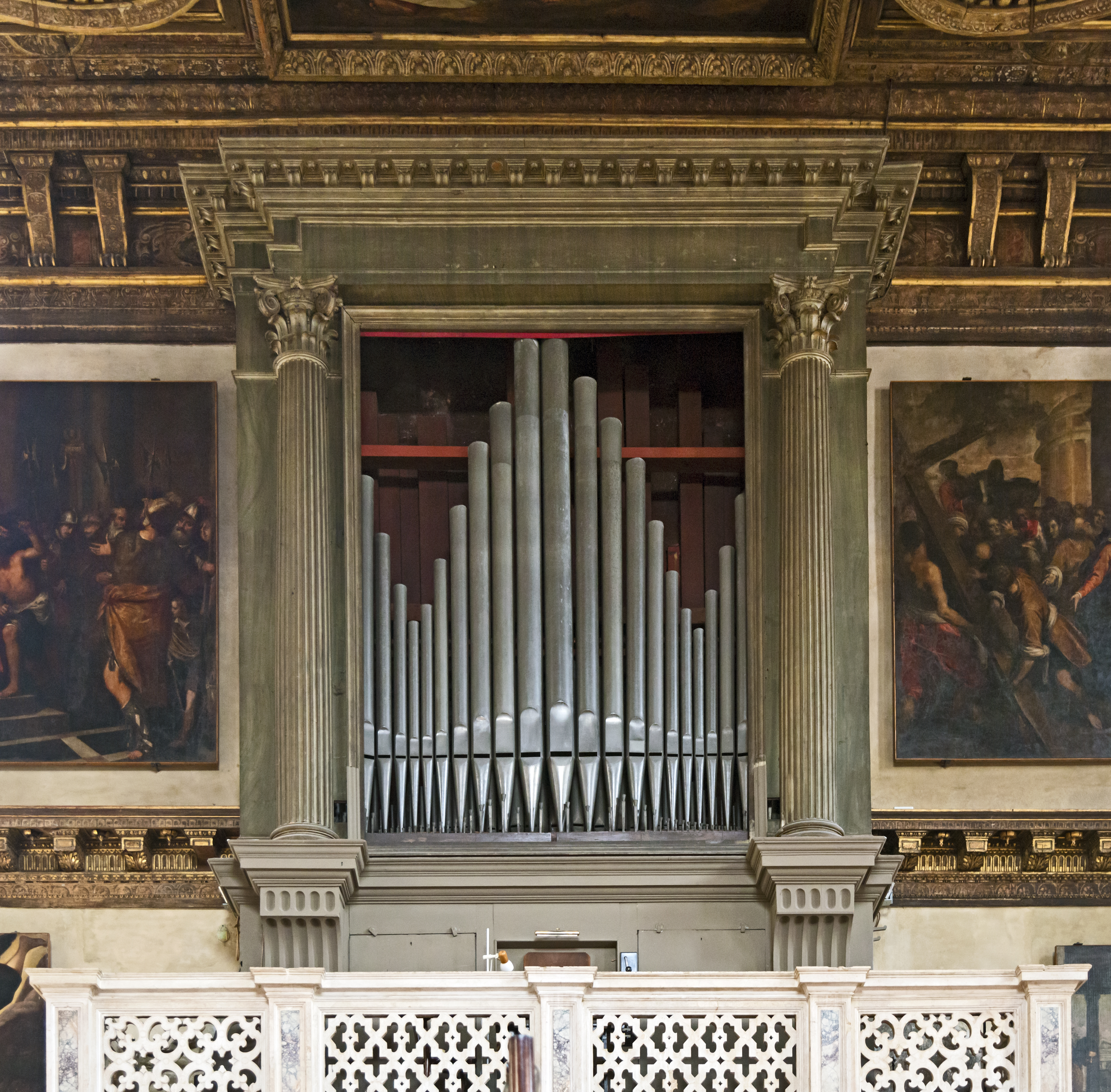
Die Orgel

An den Wänden der Kirche hängen großformatige Gemälde von Malern des 16. und 17. Jahrhunderts. Das Hauptbild in der geschnitzten und vergoldeten Decke zeigt den Triumph des Kirchenpatrons, des Hl. Julian von Palma Giovane. Es wird begleitet von vier kleineren Bildern mit den vier Kardinaltugenden.
Die architektonisch aufwändig gestalteten Seitenaltäre enthalten Altarbilder von Paolo Veronese  (Der tote Christus wird von Engeln zum Himmel getragen) und von Palma Giovane (Assunta).
Die Orgel wurde von Gaetano Callido gefertigt. Sie stammt aus dem Jahr 1764 und ist die Nummer 12.

## Der Stifter

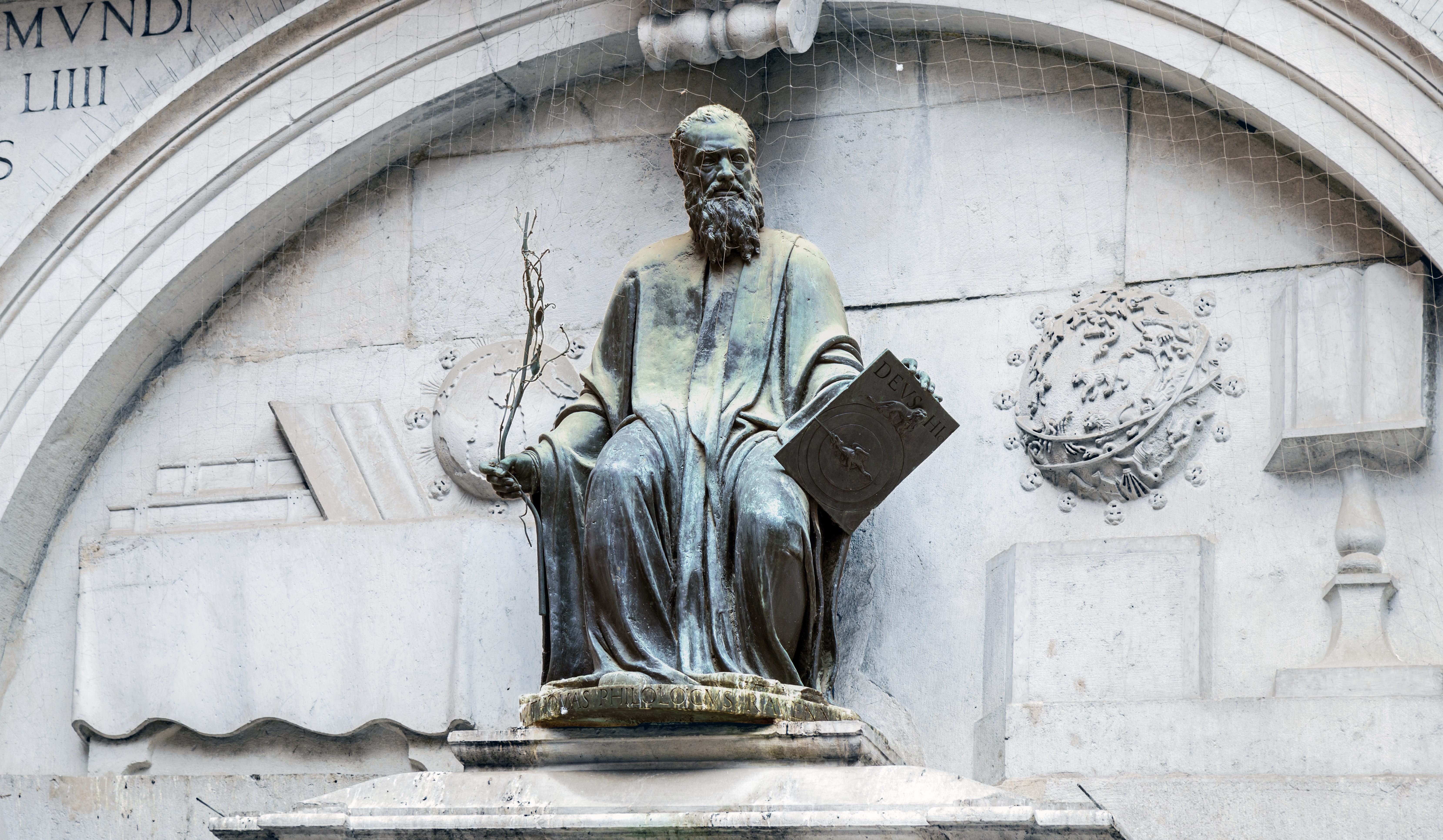
Tommaso Rangone

Stifter der Fassade war der aus Ravenna stammende erfolgreiche Arzt und Astrologe Tommaso Rangone, der sich zunächst an der Frontseite von San Geminiano, gegenüber vom Markusplatz (und abgerissen unter Napoleon), verewigen wollte, was jedoch vom Senat der Stadt abgelehnt wurde.
Daraufhin stiftete er für die erneuerungsbedürftige Kirche San Zulian in der Merceria eine neue Fassade. Nun thront er lebensgroß als (ehemals vergoldete) Bronzefigur in seiner Studierstube über einem schlichten Steinsarkophag, umgeben von den Requisiten eines humanistischen Gelehrten, Erd- und Himmelsglobus, Büchern und Lesepult. In der rechten Hand hält er zwei Pflanzen, und zwar eine Stechwinde (Sarsaparilla) und eine Guajak-Pflanze (Guaiacum officinale), mit denen er Syphilis und Gelbfieber zu behandeln pflegte.
Inschriftentafeln in griechischer und hebräischer Sprache rühmen den Stifter.

## Öffnungszeiten
täglich 8:30 bis 18:30 Uhr
im Winter 17 Uhr